# Marrit Leenstra (jugadora de vóley playa)
Marrit Leenstra (Emmen, 18 de octubre de 1973) es una deportista neerlandesa que compitió en voleibol, en las modalidades de sala y playa.
Ganó una medalla de plata en el Campeonato Europeo de Vóley Playa de 2002. Participó en dos Juegos Olímpicos de Verano, ocupando el quinto lugar en Atlanta 1996 (torneo de voleibol) y el 19.º en Atenas 2004 (vóley playa).

## Palmarés internacional
| Campeonato Europeo | Campeonato Europeo | Campeonato Europeo | Campeonato Europeo |
| Año                | Lugar              | Medalla            | Pareja             |
| ------------------ | ------------------ | ------------------ | ------------------ |
| 2002               | Basilea (Suiza)    | Medalla de plata   | Rebekka Kadijk     |